# Ceriporiopsis merulinus
Ceriporiopsis merulinus är en svampart som först beskrevs av Miles Joseph Berkeley, och fick sitt nu gällande namn av Rajchenb. 2003. Ceriporiopsis merulinus ingår i släktet Ceriporiopsis och familjen Phanerochaetaceae.   Inga underarter finns listade i Catalogue of Life.